# باشگاه فوتبال خنک
باشگاه فوتبال خنک (به هلندی: K.R.C. Genk) یک باشگاه حرفه‌ای فوتبال در لیگ برتر فوتبال بلژیک است که در شهر خنک در کشور بلژیک قرار دارد.
این باشگاه در سال ۱۹۸۸ تأسیس شده‌است. خنک چهار بار قهرمان لیگ برتر فوتبال بلژیک، چهار بار قهرمان جام حذفی فوتبال بلژیک و دو بار قهرمان سوپرجام فوتبال بلژیک شده‌است.

## افتخارات
- لیگ برتر فوتبال بلژیک:
  - قهرمان (۴): ۱۹۹۸–۹۹، ۲۰۰۱–۰۲، ۲۰۱۰–۱۱، ۱۹–۲۰۱۸
  - نایب قهرمان (۲): ۱۹۹۷–۹۸، ۲۰۰۶–۰۷
- لیگ دسته دوم فوتبال بلژیک:
  - قهرمان (۱): ۱۹۷۵–۷۶
  - نایب قهرمان (۲): ۱۹۸۶–۸۷، ۱۹۹۵–۹۶
- مرحله فینال لیگ دسته دوم فوتبال بلژیک:
  - قهرمان (۲): ۱۹۸۷، ۱۹۹۰
  - نایب قهرمان (۱): ۱۹۷۴
- جام حذفی فوتبال بلژیک:
  - قهرمان (۴): ۱۹۹۷–۹۸، ۱۹۹۹–۰۰، ۲۰۰۸–۰۹، ۲۰۱۲–۱۳
  - نایب قهرمان (۱): ۱۸–۲۰۱۷
- سوپر جام فوتبال بلژیک:
  - قهرمان (۲): ۲۰۱۱, ۲۰۱۹